# Murexia longicaudata
Мурексія короткошерста (Murexia longicaudata) — вид сумчастих, родини кволових. 

## Поширення
Цей вид має широке розповсюдження по всій території острова острова Нова Гвінея а також на островах Ару й острові Япен на висотах 0-1800 м над рівнем моря. Значною мірою залежить від зрілого пагорбового тропічного лісу та інших досить недоторканих типах лісів (не зустрічається у вторинному лісі). Використовують як деревні так і підземні гнізда. Самиці мають до чотирьох дітей, немає сезону розмноження. 

## Загрози та охорона
Хижацтво від здичавілих псів, як вважається, є єдиною загрозою для цього виду, однак, це не вважається серйозною загрозою. Вид присутній в кількох охоронних районах.